# Ali
Abū l-Hasan ʿAlī ibn Abī Tālib (arabă أبو الحسن علي بن أبي طالب, persană: علی پسر ابو طالب), cel mai adesea desemnat simplu prin prenumele său, Alī, fiul lui Abu Talib ibn ‘Abd al-Muttalib|Abū Tālib (unchiul profetului Muhammad), este al patrulea calif bine-călăuzit (n. 17 martie 599 d.Hr., Mecca, Provincia Mecca, Arabia Saudită – d. 29 ianuarie 661 d.Hr., Kufa, Califatul Rashidun) și primul imam șiit.

## Biografie

Sigiliul lui Ali.

‘Alī bin Abī Tālib s-a născut în 599 la Mecca, chiar în sanctuarul Kaaba, la zece ani de la începutul misiunii profetice a lui Muhammad. La vârsta de șase ani ani, după moartea bunicului său, ‘Abd al-Muttalib, profetul Muhammad îl ia pe lângă el, crescându-l și protejându-l ca pe propriul său fiu. El i-a devenit ginere profetului Muhammad prin căsătoria cu fiica acestuia și a primei sale soții Khadija, Fatima în 622 cu care are doi fii, Hasan și Husayn, singurii nepoți ai profetului.
Vărul și ginerele profetului Muḥammad, 'Alī ibn-Abū Ṭālib este, ca și el, din clanul Hashimit al tribului Meccan al Quraysh. Dacă istoria și-a păstrat numele drept cauza diviziunii dintre suniți și șiiți, el este totuși și unul dintre cei patru califi rāšidūn(„Bine-călăuziți”)recunoscuți de sunnism. Întrebarea despre statutul său, despre descrierea facută persoanei sale de către suniți și șiiți, face posibilă înțelegerea mai bine a blocajelor originale dintre cele două ramuri principale ale islamului.Studiul califatului și acțiunii sale, între timp, poate explica cum ar fi putut avea loc o astfel de scindare. Venerat de șiiții care îl văd drept unicul succesor legitim al profetului – presupus desemnat ca atare chiar de Muḥammad,'Alī ibn-Abū Ṭālib este, de asemenea, obiectul unui mare respect din partea sunniților, care îl recunosc ca fiind unul dintre cei mai evlavioși musulmani și ca ultimul dintre califii Rashidūn. Dincolo de asta, timpul califatului său este cel al unei rupturi decisive în cadrul islamului în curs de dezvoltare, care va ghida o bună parte din istoria sa viitoare.
‘Alī a fost primul care a aderat la religia propovăduită de către profetul Muhammad (primul bărbat după Khadija după tradiția șiită). L-a însoțit pe profet tot timpul, inclusiv la Medina. A participat alături de acesta la toate bătăliile, mai puțin la cea de la Tabūk, când a rămas în Medina pentru a-i ține locul. După bătălia de la Uhud, profetul Muhammad i-a dăruit celebra sabie numită Zulfikar, sabia cu două lame îngemănate. 
La moartea profetului Muhammad în 632, când s-a pus problema succesiunii califale; comunitatea islamică l-a ales mai întâi pe Abu-Bakr, apoi pe Omar în 634. După asasinarea celui de-al treilea calif , Osman , în 656, Ali a devenit al patrulea calif, și și-a stabilit capitala la Kufa (Irak). Imediat după preluarea califatului, este contestat de o parte a supușilor săi pentru că nu a aplicat Legea Talionului asasinilor lui Uthman. În fruntea acestora se afla Aișa, văduva profetului Muhammad aliată cu doi pretendenți la conducerea califatului, Talha bin Ubayd-Allāh și Abd-Allāh bin al-Zubayr, pe care i-a învins în apropiere de Basra (în Irakul de astăzi) în celebra Bătălie a Cămilei (656).
În 657, în bătălia de la Siffin, l-a înfruntat pe guvernatorul Damascului, Mu‘āwīya,membru al familiei califului ‘Uthman. Fiind în avantaj, a acceptat ca sorții bătăliei să fie deciși printr-un arbitraj care, însă, a fost în defavoarea sa.

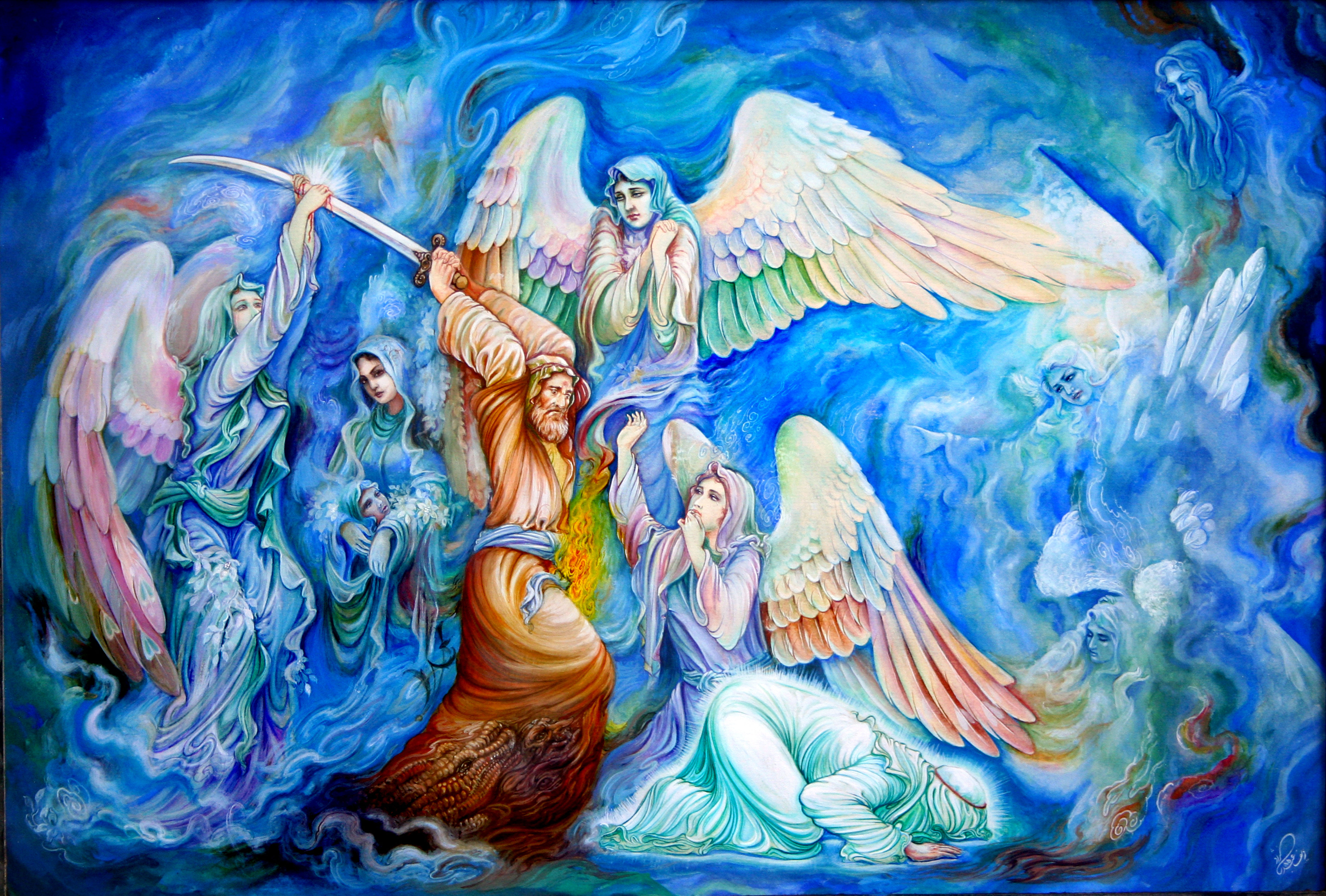
Asasinarea lui Ali ibn Abi Talib - Pictor: Yousef Abdinejad

Unii dintre adepții săi i-au reproșat că a acceptat un arbitraj uman pentru a decide soarta califatului și l-au părăsit, așa numiții kharigiți (cei care au ieșit). Mai târziu, ei se vor revolta împotriva lui ‘Alī care îi înfrânge în bătălia de la Nahrawan (658). Kharigiții se răzbună, asasinându-l în ianuarie 661, în plină rugăciune în mihrabul moscheii din Kufa, prin Abdul Rahman bin Mulğam. Se estimează că ‘Alī avea 62 sau 63 de ani. 
La conducerea califatului a venit  Mu‘āwīya, care întemeiază dinastia omaiadă, cu capitala la Damasc.

## Cel mai apropiat însoțitor al Profetului?
Vărul Profetului născut în jurul anului 600, 'Alī întreține o relație deosebit de strânsă cu el: într-adevăr, fiul lui Abū Ṭālib, protectorul lui Muḥammad considerat tată de către acesta din urmă, 'Alī este acela dintre numeroșii lui veri care frecventează cel mai mult viitorul trimis de Dumnezeu, atât înainte, cât și după revelația coranică. Crescut împreună cu el, el a păstrat toată viața această apropiere de neegalat față de Profet. El este, de asemenea,unul dintre primii convertiți la islam.Conform unei anumite tradiții dovedite atât în sunnism, cât și în șiism, ar fi chiar primul bărbat care a îmbrățișat religia musulmană, după prima soție a lui Muḥammad,Khadija și este unul dintre muhājirūn ,cei care îl însoțesc pe Muḥammed la Medina. În anul 622, s-a căsătorit cu Fātima,fiica Profetului și a lui Khadijah.
Dacă descrierile făcute despre personalitatea sa diferă mult, inclusiv în cadrul fiecărei ramuri ale islamului, par să apară două elemente: marea sa evlavie și dragostea lui pentru profet, pe de o parte, și lipsa lui de simț politic, pe de altă parte.Această imagine este în concordanță cu felul în care Muḥammed îl tratează: rar la comandă.'Alī este totuși celebrat de profet pentru evlavia sa exemplară și vitejia sa,potrivit lui Tabarī.'Alī s-a remarcat în luptă în 623 în timpul bătăliei de la Uhud cu o sabie dată lui de Muḥammad, care apoi a spus: „ Nu există niciun erou ca 'Alī”.Cu toate acestea, tradiția sunnită îl prezintă în general drept una dintre cele mai eminente personalități ale islamului, dar fără a-i conferi un caracter deosebit de remarcabil – în timp ce șiiții fac din el exemplul arhetipic al bunului musulman, protejat de Profet și, ca atare, singurul succesor legitim al lui Muḥammad. Unii șiiți extremiști au ajuns chiar atât de departe încât să-l considere superior Profetului,ceea ce este inacceptabil în islam, Muḥammad fiind cel mai perfect om care a trăit vreodată sau care chiar este văzut ca o întruchipare a divinității: asta merge mână în mână cu milenarismul șiit, care așteaptă întoarcerea lui mahdī(Mesia) presupus a instaura o domnie de ordine și dreptate la sfârșitul timpurilor. Acest Mahdī este prezentat în general ca un descendent mai mult sau mai puțin îndepărtat al lui 'Alī.În cazuri rare, lui 'Alī însuși i se atribuie acest rol. În schimb,s-a întâmplat ca imami sunniți deosebit de virulenți să-l fi blestemat oficial pe 'Alī în timpul unei predici, el care este totuși recunoscut în mod consensual ca un bun musulman, un însoțitor al Profetului și un membru al familiei sale.

## Un califat controversat: primul război civil musulman
Moartea lui Muḥammad îl lasă pe 'Alī în afara puterii, deoarece succesiunea sa este rapid încredințată lui Abū Bakr. Sub primii trei califi, el nu a exercitat practic nicio funcție politică sau militară; s-a remarcat însă, conform tradiției, prin competența sa în chestiuni religioase, folosind în special Sunna– adică obiceiul Profetului, incluzând cuvintele și faptele sale – pentru a-l contrazice pe califul 'Uṯmān atunci când acesta încearcă să introducă reforme religioase și sociale. Când acesta din urmă a fost asasinat în 656, 'Alī nu a luat o poziție: acest refuz de a dezavua uciderea unui calif l-a umbrit,mai ales în cazul partidului omeyyad căruia îi aparținea ‘Uṯmān. Confuzia care a urmat îl vede ales drept calif doar de o parte dintre medini,în timp ce modul de alegere pentru califat cere, de la Abū Bakr, consensul elitelor orașului.I se opun două grupuri puternice, pe de o parte omeyyazii, iar pe de altă parte o fracțiune din Oamenii Casei grupați în jurul celei de-a treia soții a lui Muḥammad,'Ᾱ'iša, și Ṭalḥa și al-Zubayr, două rude ale lui 'Abū Bakr care revendica califatul la fel ca 'Alī. Imediat, cei din urmă au părăsit Medina spre Basra unde au constituit o armată. În Medina însăși, în ciuda plecării lor, 'Alī ibn Abū Ṭālib rămâne într-o poziție slabă: omeyyazii refuză să-i jure credință atâta timp cât uciderea lui 'Uṯmān rămâne nepedepsită și chiar coaliția care l-a adus la putere este alcătuită din personalități eterogene, fiecare cu propriile ambiții și interese de păstrat. De înainte de sfârșitul anului 656, armata lui 'Alī își învinge adversarii adunați în jurul 'Ᾱišei într-o mare confruntare lângă Basra, care are ca rezultat moartea lui Ṭalḥa și al-Zubayr. Această luptă este amintită în istorie sub numele de „Bătălia Cămilei”, cu referire la animalul pe care se urca Ᾱ'iša pentru a îndemna trupele.
Cu toate acestea, poziția califului nu a fost garantată, deoarece opoziția clanului omeyyad a rămas în continuare. Aceasta găsește un nou impuls odată cu asumarea comenzii de către Mu'āwiya, unul dintre guvernanții favorizați de nepotismul lui 'Uṯmān.Temându-se să-și piardă prestigiosul și bogatul guvernator al Siriei, Mu'āwiya a preluat conducerea opoziției împotriva lui 'Alī și, la rândul său, a adunat o armată. Acest prim război civil între musulmani, numit în arabă „al-Fitna al-Kūbra”(„Marea Discordie”), continuă prin urmare. După arbitrajul eșuat al bătăliei de la Siffīn, din 657,care nu a putut duce la niciun compromis, și a condus o parte din combatanții lui 'Alī, khārijiții, să se separe– Mu'āwiya a reușit în cele din urmă să se impună prezentându-se drept singurul capabil să restabilească ordinea în cadrul comunității musulmane: a fost numit calif în 660, iar asasinarea lui 'Alī în 661 consacră victoria sa. Acesta este începutul domniei omeyyazilor.
Această revendicare față de califat,adică această pretenție de a-l succeda lui Muhammad în fruntea Ummei se bazează pe un cuvânt al Profetului, care, în fața plângerilor lui 'Alī care i-a reproșat că l-a lăsat deoparte încredințându-i  Medina în timpul bătăliei de la Tabuk, i-ar fi declarat: „Nu ești mulțumit să fii pentru mine ceea ce a fost Aaron pentru Moise, exceptând faptul că nu va exista niciun profet după mine? În ciuda restricției conținute în aceste vorbe, comparația dintre 'Alī și Aaron în raport cu Muḥammad și Moise este interpretată de șiiți ca semn că 'Alī, ca și Aaron, trebuie să-și succeadă mentorul la moartea acestuia din urmă și să îndrume comunitatea de credincioși să întemeieze o entitate politică. Șiiții recunosc, de asemenea, un hadith considerat fals de suniți, în care Muḥammad îl numește în mod explicit pe 'Alī drept succesorul său. La moartea acestuia din urmă, ‘Alī, puternic în această convingere de a fi moștenitorul legitim al Profetului, a refuzat să-l recunoască pe Abū Bakr când a fost ales de elitele medineze.Puterea lui, care explică și violența războiului civil,este că era susținut de un număr de oameni – din diverse motive,plecând de la „credința” în persoana sa până la simpla opoziție față de puterea omeyyadă a lui ‘Umar (634-644) și 'Uṯmān (644-656). După înfrângerea  și asasinarea lui de către un khārijit în 661, susținătorii lui 'Alī își păstrează convingerea că el a fost primul succesor legitim al lui Muḥammad și că moștenitorii săi trebuie să-i succeadă acum: ei devin apoi șiiții.Rolul fundamental al acestei linii în șiism se explică prin convingerea că Muḥammad i-ar fi încredințat lui 'Alī sensul „ascuns” al Coranului și al revelației, secrete pe care doar descendenții direcți ai califului le pot transmite acum.

## Lupta dintre 'Alī și Mu'āwiya pentru califat:
Abu-Bakr, unul dintre primii susținători și prieteni fideli ai lui Muḥammad, care îi devenisem un alter ego și care condusese rugăciunile colective când acesta era deja bolnav și pe moarte, a fost desemnat succesor al Profetului, în urma unui vot exprimat de căpeteniile prezente la Medina. Abu-Bakr urma să îl succeadă în toate, cu exceptia misiunii profetice, care încetase odată cu stingerea din viață a lui Muḥammad.Se spune ca 'Umar, pretendentul firesc după Abu-Bakr, ar fi fost primul care a folosit  titlul de ḫalīfat ḫalīfat (succesor al succesorului) Rasūl Allāh, prescurtat ulterior.
Se pare că cel de al doilea calif (634-644) a fost primul care, în calitate de comandant suprem al armatelor islamice, a purtat titlul de amīr al-mu'minīn (comandant al credincioșilor).Înainte de moarte, 'Umar a numit un consiliu de sase electori: 'Ali ibn-abi-Ṭalīb,'Uṯmān ibn-'Affān, al-Zubayr ibn-al-'Awwām,Ṭalḥa ibn-'Abdullāh, Sa'd ibn-abi-Waqqās și "Abd-al-Raḥmn ibn-'Awf.
Cel de al treilea calif, 'Uṯmān, a fost preferat lui  'Alī datorită vârstei sale înaintate.După moartea lui 'Uṯmān, 'Alī este ales calif în Moscheea Profetului din Medina, pe 24 iunie 656. Practic, întreaga lume islamica îl recunoaște ca succesor. Noul calif este văr primar cu Muḥammad, soțul fiicei sale preferate, Fāṭima.Avea o fire deschisă, era pios și curajos.Se spunea, încă de la bun început că  Allāh și Profetul Său îl desemnaseră clar pe 'Alī drept unicul succesor legitim, dar primi trei califi l-au îndepărtat prin intrigi.
Prima grijă a lui 'Alī a fost aceea de a-și îndepărta cei doi rivali la funcția care tocmai fusese încredințată, pe Ṭalḥa si al-Zubayr, care reprezentau facțiunea meccanilor. 'Ᾱ'iša, soția preferată a Profetului,care condusese rebeliunea împotriva lui 'Uṯmān, se alătură de această dată celor ridicați împotriva lui 'Alī la Basra. Tânara 'Ᾱ'iša, căsătorită la o vârstă fragedă îl ura pe 'Alī fiindcă o jignise. Odată 'Alī o acuzase de infidelitate, dar Allāh a intervenit în favoarea ei printr-o revelație.Pe 9 decembrie 656, lângă Basra,'Alī îi înfrânge pe aliați în batalia cunoscută ulterior sub numele de ,,Batalia cămilei", datorită cămilei pe care călărea 'Ᾱ'iša. Ambii rivali ai lui 'Alī îsi pierd viața.'Alī, fire nobilă, le deplânge soarta și îi înmormântează cum se cuvine.Capturată, 'Ᾱ'isha este tratată cu toată considerația cuvenită unei „prime doamne" si trimisă inapoi la Medina. Astfel,ia sfârșit prima, dar nu și ultima, bătălie între musulmani. 
De acum stăpân pe situație,'Alī isi incepu perioada de califat hotârând, din noua sa capitală,Kufa, să îi demită pe majoritatea guvernatorilor numiți de predecesorii săi și să le ceară jurământ de credință celor menținuți în funcție. Dar cu unul dintre aceștia, Mu'āwiya ibn-ani-Sufyān, guvernator al Siriei și rudă cu 'Uṯmān,'Alī va avea probleme. Mu'āwiya se arată hotărât să-l razbune pe califul-martir. În loc să îl omagieze pe 'Alī, îl pune în fața următoarei dileme: să dezvăluie cine sunt asasinii succesorului de drept al Profetului sau să se complacă în situația de complice, ceea ce îl exclude de la califat.
Cele două armate ajung în cele din urmă față în față pe câmpia Ṣiffīn, la sud de al-Raqqa, pe malul vestic al Eufratului:'Alī cu o armată, se spune, de 50 000 de irakieni si Mu'āwiya cu sirienii săi. Cum niciuna dintre cele două părți nu era prea dornică de o rezolvare rapidă, hărțuielile au durat multe săptămâni. Bătălia finală a avut loc pe 28 iulie 657. Cu Mālik al-Aštar în frunte, forțele lui 'Alī erau pe punctul de a învinge, când abilul si ambițiosul 'Amr ibn- al-'Aṣ, comandantul armatei lui Mu'āwiya,recurse la o stratagemă: oamenii săi prinseră în vârful lăncilor copii ale Coranului, semn ca nu armele, ci Coranul ar trebui să decidă.Ostilitățile încetară. Naivul 'Alī acceptă propunerea lui Mu'āwiya de arbitraj pentru a opri vărsarea de sânge între musulmani.
Deloc inspirat, califul il numi ca reprezentant al său pe abu-Mūsa al-Aš'ari, bărbat pios,dar nu foarte atașat de cauza lui 'Alī. Mu'āwiya îl alese pe 'Amr ibn-al-'Ᾱṣ. Cei doi judecători ,înarmați cu o împuternicire scrisă și însoțiți de câte 400 de martori, s-au întalnit în ianuarie 659 la Aẕruḥ,pe principalul drum caravanier dintre Medina și Damasc, între Ma'ān și Petra.Potrivit tradiției, cei doi judecatori au căzut de acord să înlăture ambii conducători,lăsând astfel calea liberă altcuiva,dar după ce cel mai vârstnic,abu-Musa declară califatul stapânului său nul si neavenit,'Amr își trădă partenerul de arbitraj și îl confirmă pe Mu'āwiya. Probabil, în realitate, cei doi judecători au recuzat ambii conducători, hotârâre în urma căreia doar 'Alī avea de pierdut. Mu'āwiya, nefiind calif, nu putea fi recuzat din această funcție. El era doar guvernatorul unei provincii.Califatul lui Mu'āwiya nu a fost unanim recunoscut decât dupa moartea lui 'Alī.
Acceptarea arbitrajului s-a dovedit a avea consecințe dezastruoase pentru 'Alī: mulți dintre susținătorii săi se îndepartează de el. Aceștia formează gruparea harigiților (secesioniștilor),prima sectă din islam, ale cărei acțiuni îi vor fi fatale. În 659, 'Alī le atacă tabăra de pe malul canalului Nahrawān și îi înfrânge, dar aceștia se vor răscula sistematic și vor constitui o problemă permanentă pentru califat, până în perioada abbasidă.Pe 24 ianuarie 661, la Kufa, în timp ce se îndrepta spre moschee,'Alī este lovit în frunte de o săgeată otrăvitoare,de către un ḫārigit.Mort,'Alī joacă un rol chiar mai important decât atunci când se aflase în viață. Ca martir, a câștigat tot ceea ce pierduse în timpul vieții. Deși i-au lipsit unele trăsături importante pentru un conducător și politician(ca spiritul critic, puterea de decizie, pragmatismul), era totuși înzestrat cu toate calitățile arabului ideal. Curajos în luptă, înțelept, elocvent, loial, generos cu dușmanii, a devenit un exemplu de noblețe al traditiei arabe.Avea tenul măsliniu, ochi mari și negri, barba căruntă, lungă și deasă, era chel, corpolent și nu prea înalt.Odată cu moartea lui 'Alī(661), ia sfârșit ceea ce s-ar putea numi perioada republicană a califatului, începută în timpul lui abu-Bakr (632).
Omeyyadul Mu'āwiya îl numește ca succesor chiar pe fiul său Yazīd, întemeind astfel o dinastie. Astfel ,apare succesiunea ereditară,principiu la care, de acum înainte,nu se va renunța pe deplin niciodată. Califatul omeyyad a fost prima dinastie (mulk) din istoria islamului.

## Nahğ al-Balāġa
‘Alī este considerat părintele retoricii arabe, prin cartea sa  Nahğ al-Balāġa („Calea vorbirii alese”). Textele din această carte au fost reunite de către Al-Šarīf Al-Radī, Abū l-Hasan Muhammad bin Husayn (968-1015) care a căutat și cules predicile, scrisorile și învățăturile lui ‘Alī din surse și texte vechi islamice. 
Nahğ al-Balāġa acoperă un spectru larg de teme, din diverse domenii: istorie, teologie, filosofie, sociologie, psihologie, etică, politică, științe naturale, strategie militară etc. De mai bine de un mileniu, ea servește ca sursă de referință pentru cele mai importante științe islamice. Pentru Islamul șiit, această carte este a doua ca importanță după Coran.

### Nahğ al-Balāġaîn limba română
‘Alī bin Abī Tālib. 2008. Nahğ al-Balāġa - Calea Vorbirii alese. Traducere din limba arabă, prefață și note: George Grigore. Cluj-Napoca: Editura Kriterion. ISBN 978-973-26-0913-2 București: Editura Herald 2012.

## Mormântul lui ‘Alī

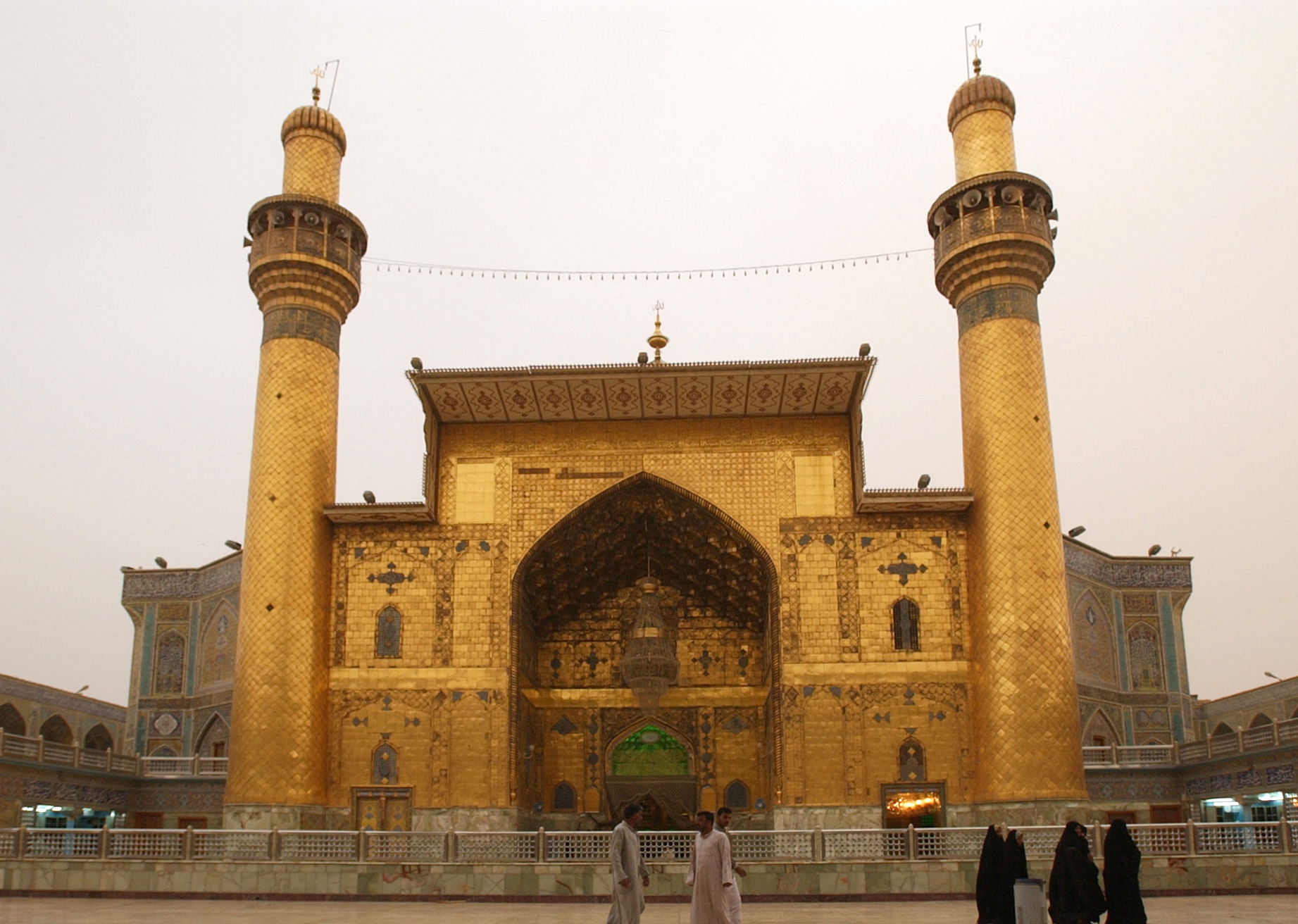
Mausoleul lui ‘Alī de la Najaf

Mausoleul lui ‘Alī, care este unul din locurile de pelerinaj pentru musulmanii șiiți, se află în orașul Najaf din Irak.

## Traduceri în limba română
- Calea vorbirii alese - NAHG AL-BALAGA, traducere: George Grigore, Editura Herald, Colecția Princeps, București, 2012, 304 p., ISBN 978-973-111-343-2